# Ferenc Simó de Kissolymossy

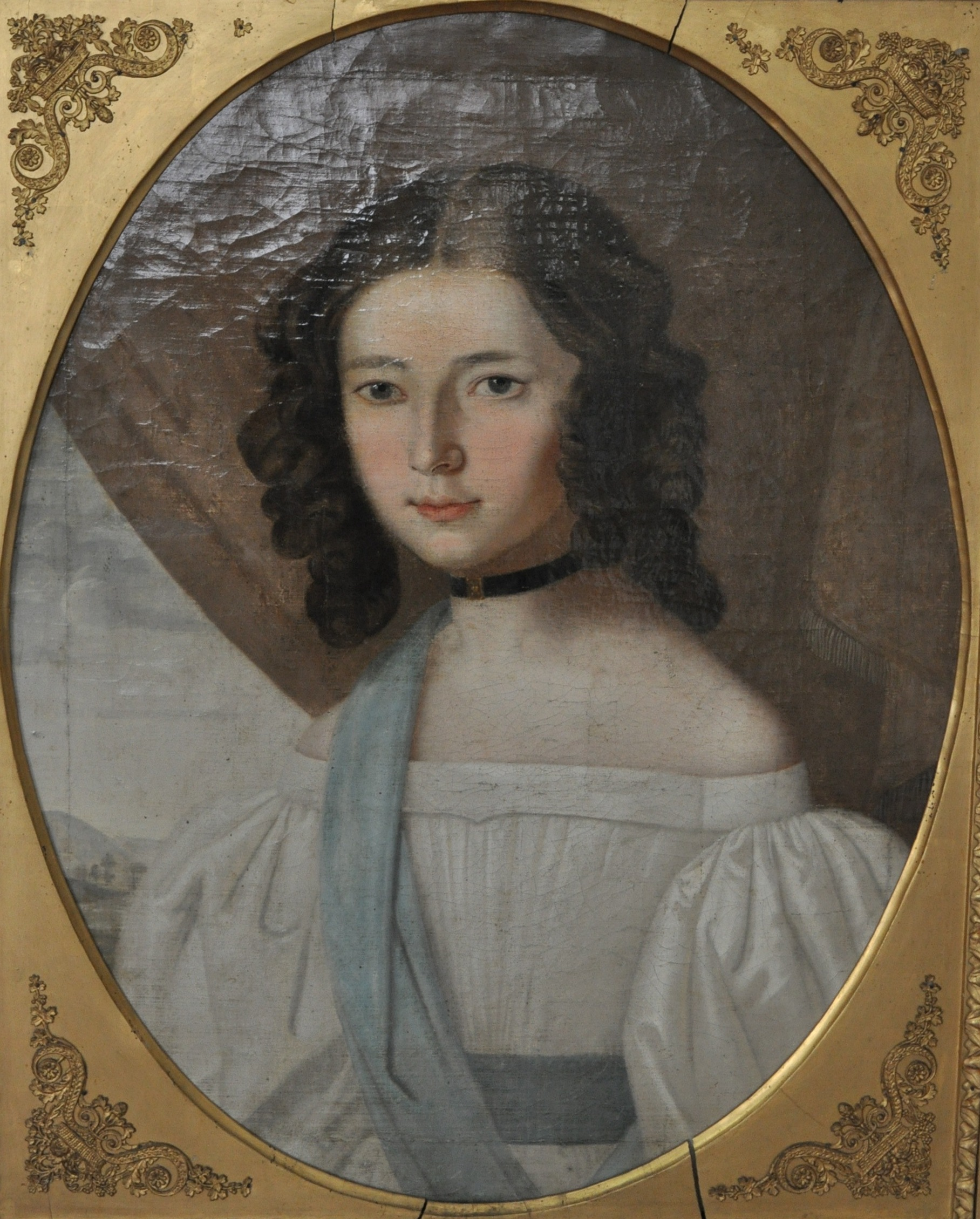
Eszter Sombori
(Pictură în ulei pe pânză, 1832)

Ferenc Simó Kissolymossy (n. 11 aprilie 1801, Odorheiu Secuiesc – d. 19 decembrie 1869, Cluj) a fost un pictor maghiar din Transilvania.

## Biografie

### Anii tinereții, educație
A fost fiul unui avocat. După absolvirea gimnaziului a studiat în perioada 1818–1823, cu întreruperi, la Academia de Arte Vizuale (Akademie der bildenden Künste) din Viena, avându-i ca profesori pe Carl Gsellhofer și Karl v. Sales. A urmat un „stagiu" artistic fertil la Viena în perioada 1823-1826.

### Maturitate artistică
Din 1826 a lucrat la Buda (azi parte din Budapesta), realizând pentru Academia Ungară de Științe (Magyar Tudományos Akadémia (MTA)) o serie de portrete ale unor personalități marcante ale vieții literare.
Din 1831 s-a mutat la Cluj, unde și-a început activitatea didactică ca profesor la Școala Normală de Desen (1836-1866) și apoi la Liceul Romano-Catolic (1866-1869), până la moarte. I-a avut ca elevi pe Bertalan Székely și Géza Dósa (1846–1871).
Portretele sale vădesc o simplitate formală specifică clasicismului și este considerat un reprezentant de seamă a picturii din Epoca Biedermeier. Conform informațiilor documentare, Simó Ferenc era retribuit pentru un portret cu atâția florini de aur câți erau necesari pentru a acoperi întreaga suprafață a tabloului.
La Muzeul de Artă din Cluj este expus portretul Eszterei Sombori, portret-pereche cu cel reprezentându-l pe Miklos Sombori (1832).